# Napięcie Plancka
Napięcie Plancka – pochodna jednostka napięcia elektrycznego w naturalnym systemie jednostek oznaczana jako {\displaystyle V_{P}.}
{\displaystyle V_{P}={\frac {E_{P}}{q_{P}}}={\sqrt {\frac {c^{4}}{G4\pi \epsilon _{0}}}}\approx 1{,}04295\times 10^{27}} V
gdzie:
{\displaystyle E_{p}} – energia Plancka,
{\displaystyle q_{P}} – ładunek Plancka,
{\displaystyle c} – prędkość światła w próżni,
{\displaystyle G} – stała grawitacji,
{\displaystyle 4\pi \epsilon _{0}} – czynnik stały z prawa Coulomba.
Napięcie Plancka to takie napięcie, które cząstce o ładunku równym ładunkowi Plancka nada energię równą energii Plancka.